# Dictionnaire des féministes : France, XVIIIe-XXIe siècle
Le Dictionnaire des féministes : France, XVIIIe – XXIe siècle est un dictionnaire biographique publié en 2017 sous la direction de Christine Bard en collaboration avec Sylvie Chaperon. Ce dictionnaire présente dans une perspective historique et thématique des notices prosopographiques liées au féminisme en France.

## Description
Ce dictionnaire comprend 421 notices biographiques sur les parcours militants d'hommes, de femmes et de personnes non-binaires pour les droits des femmes. Conçu initialement comme un dictionnaire biographique et historique, cet ouvrage comporte également 137 notices thématiques. Il a été rédigé par 196 spécialistes en histoire, sociologie ou science politique. C'est le premier dictionnaire en France, consacré à l’histoire des féministes et des féminismes. Les États-Unis et la Grande-Bretagne, ont publié des ouvrages de référence sur l'histoire des féminismes dès les années 1970. La France a porté une attention particulière au mouvement ouvrier en minorant souvent le rôle des femmes. L'un des buts de cet ouvrage est de mettre en lumière des militantes connues en leur temps puis oubliées.

## Présentation du projet
En 2008, une vingtaine de chercheuses et chercheurs de disciplines différentes (histoire, sociologie et science politique) participe au projet de réalisation d'un dictionnaire biographique des féministes en France. Ce projet est piloté par Christine Bard, Janine Mossuz-Lavau et Sylvie Chaperon et accueilli par le Centre d'histoire de Sciences Po. Ce projet, intitulé PROSOPOFEM est également épaulé par le programme GEDI de l'université d'Angers. 
La publication initiale est prévue pour 2012 chez l'éditeur Autrement, elle se fait finalement en 2017 aux PUF. L'objectif est de recenser et faire connaître les femmes et les hommes qui ont milité pour les droits et les libertés des femmes que ce soit par leurs engagements politiques, syndicaux, associatifs ou artistiques. Ce projet s'inspire du Dictionnaire biographique du mouvement ouvrier français. Il concerne aussi bien les personnalités féministes de la première vague du mouvement que « de grandes inconnues qui entrent pour la première fois dans un dictionnaire ».

## Éditions
- Christine Bard (direction) et Sylvie Chaperon (collaboration), Dictionnaire des féministes : France, XVIIIe – XXIe siècle, Paris, Presses universitaires de France, 2017, 1700 p. (ISBN 978-2-13-078720-4, OCLC 972902161, BNF 45220443, lire en ligne)